# Eric Tsang
Pour les articles homonymes, voir Tsang.
Eric Tsang, de son vrai nom Tsang Chi-wai (chinois simplifié : 曾志伟 ; chinois traditionnel : 曾志偉 ; pinyin : Zēng Zhìwěi, né le 14 avril 1953) est un acteur, réalisateur, producteur, et animateur de télévision hongkongais.
C'est un animateur de télévision très populaire à Hong Kong pour avoir animé l'émission Super Trio series (en) sur TVB pendant 18 ans.
Membre des Lucky Stars (groupe d'acteurs comiques des années 1980 et 1990), il est connu pour avoir réalisé les deux premiers volets de la série des Mad Mission (en), des parodies de films d'espionnage et pour son rôle de Sam Hon le gangster dans la trilogie des Infernal Affairs (en). Il est une figure incontestable du cinéma de Hong Kong avec ses presque 50 années de carrière dans les fonctions les plus variées.
En janvier 2018, il est accusé de viol par l'actrice Yammie Lam (morte en octobre 2018) lors d'un tournage à Singapour dans les années 1980. Grace Han, ancienne responsable de l'agence de mannequin Ford Model Management en Asie, l'accuse également d'être un prédateur sexuel. Le 25 décembre 2018, il a un accident à Hokkaidō au Japon lorsque sa voiture s'écrase contre une camionnette transportant Li Chi-hang, directeur de la police judiciaire et de la sécurité de la police de Hong Kong.

## Biographie[3]

### Enfance et adolescence
Eric Tsang est le fils du footballeur professionnel Tsang Kai-wing, au service de la police royale de Hong Kong de 1940 à 1972 (il s'enfuit à Taïwan en 1976 pour échapper à une peine de trois ans de prison pour corruption).
Le jeune Eric Tsang est, dans un premier temps, joueur de football professionnel comme son père.

### Au début des années 1970: cascadeur
Dès le début des années 1970, les chorégraphes Sammo Hung et Liu Chia-liang repèrent le jeune Eric Tsang et lui donnent l'occasion d'être cascadeur pour le cinéma.

### De la fin des années 1970 au milieu des années 1980: réalisateur, scénariste et acteur comique
En 1978, Eric Tsang devient assistant de Samo Hung sur Enter the fat dragon, une parodie d'Opération Dragon puis co-scénariste de La 36ème chambre de Shaolin.
En 1979, il réalise son premier film, The Challenger, une production de Kung-fu.
En 1982 et 1983, Eric Tsang réalise ses parodies de films d'espionnage Mad Mission et Mad Mission 2 et obtient son premier grand succès (s'ajoute Mad Mission 5 en 1989)
En 1985, sa carrière d'acteur prend son envol dans Le Flic de Hong Kong et Le Flic de Hong Kong 2, deux comédies d'action au côté de Jackie Chan et Sammo Hung. Mais à cause de ces deux films, l'étiquette d'acteur comique lui colle à la peau.

### Milieu des années 1980 aux années 2000: acteur et producteur
Dès le milieu des années 1980, Eric Tsang devient aussi producteur. Il produit une trentaine de longs-métrages dont Alan and Eric - Between Hello and Goodbye (1991) et Combats de maître (1994) (suite de Le maître chinois), une référence du cinéma d'arts martiaux avec Liu Chia-liang et Jackie Chan.

### Depuis le début du nouveau millénaire: une notoriété de plus en plus grande
En 2002 et 2003, Eric Tsang joue le rôle du gangster Sam Hon dans Infernal Affairs, Infernal Affairs 2 et Infernal Affairs 3 : sa notoriété devient internationale au point que son rôle est repris en 2006 par Jack Nicholson dans le remake Les infiltrés de Martin Scorsese.
Eric Tsang continue d'être producteur et acteur pour de nouveaux réalisateurs tel Pang Ho-Cheung, Wong Ching-Po et Derek Kwok.

Il est acteur dans 5 à 10 films par an, joue dans des séries télévisées, participe aux soirées événementielles de l'industrie du spectacle de Hong Kong et gère une chaîne de restaurants en Malaisie.

### Accusations de viol
En décembre 2013, Next Magazine (en) publie la vidéo d'un entretien avec l'actrice Yammie Lam, dans lequel elle déclare avoir été violée par deux « grands frères » de l'industrie du divertissement de Hong Kong, plus de vingt ans auparavant. Elle affirme que le premier homme, qui l'a violée après avoir consommé de l'alcool, est décédé récemment et que l'autre l'a violée lors d'un tournage à Singapour après avoir obtenu la clé de sa chambre et s'étant introduit la nuit. Elle déclare que l'influence de ces hommes dans l'industrie du cinéma l'a dissuadée de signaler l'incident à la police. L'intervieweur mentionne les noms des deux hommes accusés lors de l'entretien et Lam reconnaît leur exactitude, mais les parties audio sont censurées dans la vidéo publiée par Next Magazine. On ignore si ces modifications ont été apportées par le magazine ou par l'intervieweur d'origine,. Par la suite, une source anonyme citée dans Sina News corrobore le viol présumé à Singapour et affirme que l'homme important avait annoncé à l'équipe de tournage son intention de « s'amuser » avec Lam avant d'entrer par effraction dans sa chambre.
En janvier 2018, le journaliste chinois Zhuo Wei met en ligne ce qui semble être la vidéo non censurée de l'interview de Yammie Lam, qui révèle que les violeurs présumés sont Eric Tsang et Alan Tang (décédé en 2011). Un jour plus tard, l'accusation de viol contre Eric Tsang est corroborée par Grace Han, autrefois responsable de l'agence Ford Model Management en Asie. Han prétend également qu'Eric Tsang est un prédateur sexuel en série et aurait eu connaissance d'un incident spécifique dans lequel un groupe d'hommes du cinéma mené par Tsang aurait drogué sept mannequins dans un bar karaoké de Hong Kong et en aurait violé six, tandis que l'une d'entre elles se serait enfui. Tsang nie en bloc à la fois l'authenticité de la vidéo et les accusations de Grace Han, et une semaine plus tard, il engage une action en diffamation contre Han devant la Haute Cour de Hong Kong,.
Plusieurs médias ont fait craindre que la partie audio de la vidéo de 2018 ait pu être modifiée, notant que la voix de l'intervieweur ressemblait plus à celle d'une femme dans la vidéo de 2018 et à celle d'un homme dans la vidéo de 2013. Cependant, les experts suggèrent que l'explication la plus probable est que la vidéo publiée en 2013 a été modifiée numériquement pour dissimuler l'identité de l'intervieweur et que celui-ci était en fait une femme. Ils soulignent également que la vidéo de 2018 contient des bruits de fond non supprimés, indiquant qu'il s'agit soit de la vidéo d'origine, soit d'un état de montage précédent, par rapport à la vidéo de 2013, qui comporte une suppression du bruit. Cela implique que le responsable des fuites a eu accès à la vidéo originale non modifiée et qu'il s'agit probablement de l'intervieweuse elle-même,.

## Filmographie sélective[12]

### Acteur
- 1979 : La Résurrection du dragon
- 1982 : Once Upon a Rainbow
- 1985 : Le Flic de Hong Kong
- 1983 : Le Flic de Hong Kong 2
- 1985 : Funny Triple
- 1986 : Le Flic de Hong Kong 3
- 1987 : Final Victory
- 1987 : Hallucinations
- 1987 : The Romancing Star
- 1988 : The Romancing Star 2
- 1988 : Double Fattiness
- 1989 : They Came to Rob Hong Kong
- 1989 : Pedicab Driver
- 1989 : News Attack
- 1989 : Return of the Lucky Stars
- 1989 : Forever Young
- 1989 : Little Cop
- 1990 : The Fortune Code
- 1990 : Curry and Pepper
- 1991 : The Last Blood
- 1991 : The Banquet
- 1991 : Alan and Eric - Between Hello and Goodbye
- 1991 : The Tigers
- 1992 : Ghost Punting
- 1992 : The Days of Being Dumb
- 1996 : How to Meet the Lucky Stars
- 1996 : Comrades, Almost a Love Story
- 1998 : Sleepless Town
- 1998 : Anna Magdalena
- 1998 : Gen-X Cops
- 1998 : Hold You Tight
- 2000 : The Triad Zone
- 2001 : Espion amateur
- 2002 : Troublesome Night 15
- 2002 : Golden Chicken
- 2002 : Trois histoires de l'au-delà
- 2002 : Infernal Affairs
- 2003 : Infernal Affairs 2
- 2003 : Infernal Affairs 3
- 2004 : Love Is a Many Stupid Thing
- 2004 : La Voie du Jiang Hu
- 2005 : Divergence
- 2005 : 2 Young
- 2005 : Perhaps Love
- 2005 : Mob Sister
- 2006 : Vagues invisibles
- 2008 : Shaolin Basket
- 2009 : Bodyguards and Assassins
- 2010 : 72 Tenants of Prosperity
- 2011 : I Love Hong Kong
- 2012 : I Love Hong Kong 2012
- 2013 : I Love Hong Kong 2013
- 2013 : Ip Man: The Final Fight
- 2015 : From Vegas to Macau 2
- 2015 : Monster Hunt
- 2017 : Once Upon a Time in the Northeast (en)
- 2017 : The Adventurers
- 2018 : A Better Tomorrow 2018
- 2018 : Monster Hunt 2
- 2018 : Golden Job
- 2019 : A City Called Macau (en)
- 2019 : The Last Thieves (en)

### Réalisateur
- 1982 : Mad Mission
- 1983 : Mad Mission 2
- 1986 : Le Flic de Hong Kong 3
- 1989 : Forever Young
- 1989 : Little Cop
- 1991 : The Tigers
- 1992 : Ghost Punting
- 1992 : Succession par l'épée
- 1993 : Come Fly the Dragon
- 2010 : 72 Tenants of Prosperity
- 2011 : I Love Hong Kong

## Récompenses
- Prix du meilleur acteur en 1992 au Hong Kong Film Awards pour Alan and Eric - Between Hello and Goodbye